# Condado de Chodzież
Nota linguística: Não confundir hrabstwo (condado) com powiat (divisão administrativa)..
Condado de Chodzież (polaco: powiat chodzieski) é um powiat (condado) da Polónia, na voivodia de Grande Polónia. A sede do condado é a cidade de Chodzież. Estende-se por uma área de 680,58 km², com 46 956 habitantes, segundo os censos de 2005, com uma densidade 68,99 hab/km².

## Divisões admistrativas
O condado possui:
Comunas urbanas: Chodzież
Comunas urbana-rurais: Margonin, Szamocin
Comunas rurais: Budzyń, Chodzież
Cidades: Chodzież, Margonin, Szamocin

## Demografia
População (dados de 30 de Junho de 2005):
|          | Total   | Total | Mulheres | Mulheres | Homens  | Homens |
| -------- | ------- | ----- | -------- | -------- | ------- | ------ |
|          | pessoas | %     | pessoas  | %        | pessoas | %      |
| Total    | 46 956  | 100   | 23 899   | 50,9     | 23 057  | 49,1   |
| Cidades  | 26 889  | 100   | 14 029   | 52,2     | 12 860  | 47,8   |
| Povoados | 20 067  | 100   | 9870     | 49,2     | 10 197  | 50,8   |